# Seguidor obligat de formigues

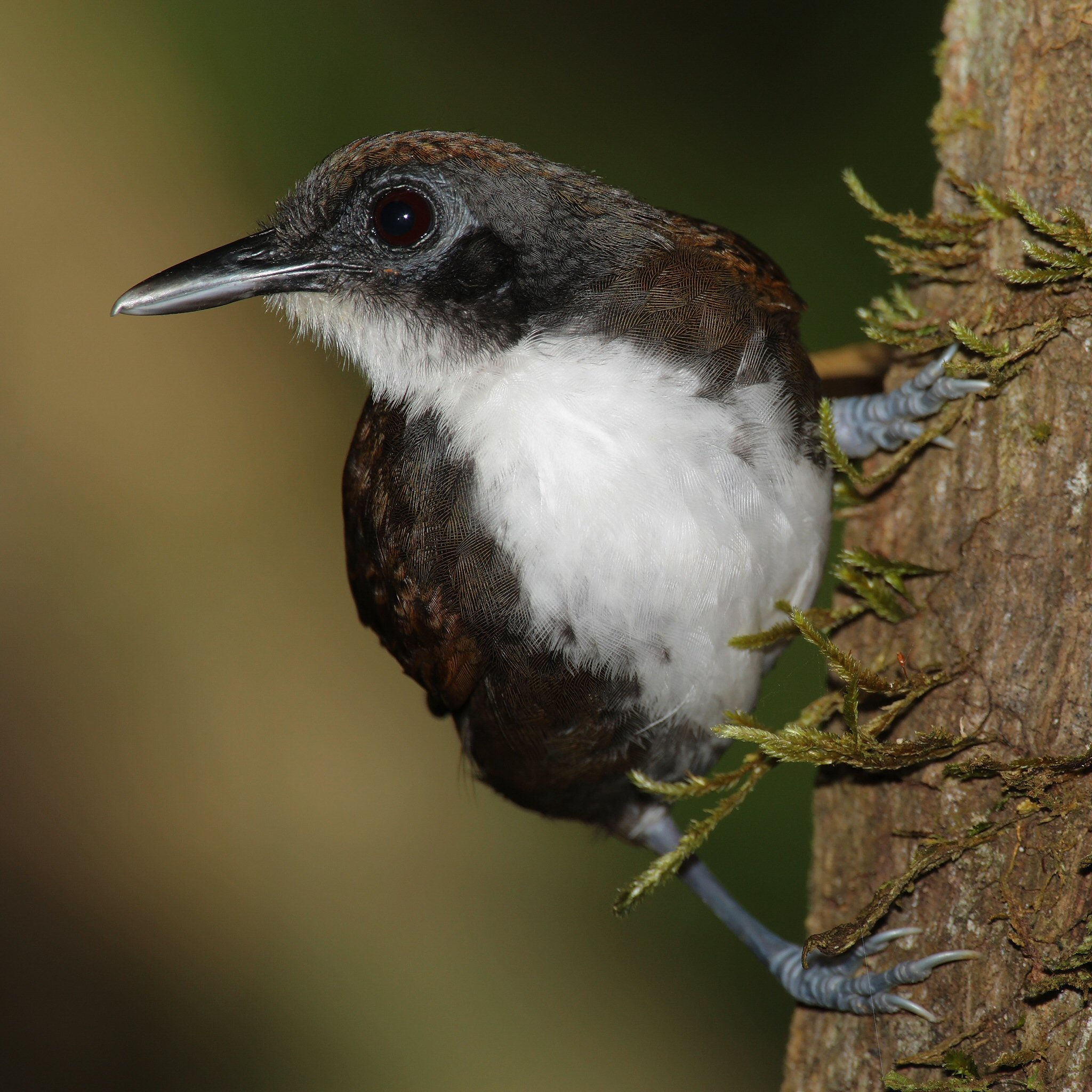
El formiguer galtablanc (Gymnopithys leucaspis) és un ocell seguidor obligat de formigues.

Els seguidors obligats de formigues són ocells que tenen un patró oportunista en el recurs d'aliments que ofereixen les marxes de formigues guerreres, que al seu pas fan fugir altres invertebrats que són consumits per les aus.
Hi ha ocells que són especialistes seguidors obligats de formigues, com 18 espècies de formiguers o bataràs (família Tamnofílids), però altres famílies d'ocells també ho són, com els túrdids, papamosques (subfamília Saxicolinae), cardenals (gènere Habia), cucúlids i dendrocolaptins.
Els ocells seguidors obligats obtenen la major part de la seva dieta mitjançant el seguiment de les formigues, i els no obligats només part de la seva dieta s'obté a través d'aquest comportament i davant d'un eixam de formigues els primers tenen preferència sobre els no obligats.
Moltes espècies de formigues tropicals formen grans colònies que realitzen incursions on un grup nombrós s'endinsa en una mateixa àrea, atacant les seves preses en massa, encara que moltes d'aquestes incursions són sovint nocturnes o es realitzen sota terra. Potser la formiga més seguida per les aus és l'espècie de formiga guerrera neotropical Eciton burchellii, que és diürna i realitza les seves incursions a la superfície. En ocasions els ocells es mengen les formigues juntament amb les seves preses, i durant un temps es va creure que les aus acompanyants es dedicaven a menjar les formigues, però nombrosos estudis sobre I. burchellii en diferents llocs han mostrat que aquesta ingesta aparenta ser més casual que intencionada i que les formigues actuen realment com a batedores de les aus seguidores, llançant al seu pas insectes, altres artròpodes i petits vertebrats que són realment l'aliment de l'ocell. L'espècie I. burchellii és l'única formiga guerrera diürna especialitzada, els seguidors habituals de formigues es donen sobretot a la regió neotropical, però les aus de la regió afrotropical segueixen a formigues del gènere Dorylus.
Durant un temps es va considerar que la relació entre els ocells seguidors obligats de les formigues guerreres, en particular Eciton burchellii, era mutualística i que les formigues es beneficiaven també d'aquest seguiment per part de les aus. No obstant això, els experiments realitzats retirant els ocells seguidors de les marxes de les formigues van mostrar que quan els ocells estaven presents l'èxit en la captura de preses per part de les formigues era un 30 % inferior, la qual cosa indica que la relació de les aus era de fet paràsita. Això ha comportat diversos comportaments per part de les formigues a fi de reduir el cleptoparasitisme dels ocells, com el fet d'amagar les preses entre restes de fulles. S'ha suggerit també que l'efecte d'aquest parasitisme pugui reduir el desenvolupament de les colònies d'I. burchellii i que d'altra banda beneficiï altres espècies de formigues de les quals s'alimenten les formigues guerreres.